# Cophyla grandis
Espèce
Synonymes
- Platyhyla grandis Boulenger, 1889
- Platypelis grandis (Boulenger, 1889)
- Platyhyla verrucosa Mocquard, 1901
- Platyhyla voeltzkowi Boettger, 1913
- Cophyla tuberculata Ahl, 1929

Statut de conservation UICN

 LC  : Préoccupation mineure
Cophyla grandis est une espèce d'amphibiens de la famille des Microhylidae.

## Répartition

Distribution

Cette espèce est endémique de Madagascar. Elle est présente du niveau de la mer jusqu'à une altitude de 1 400 m y compris dans l'île de Nosy Mangabe,.

## Description
Cophyla grandis mesure de 45 à 88 mm pour les mâles et de 43 à 61 mm pour les femelles ; la taille maximale est de 105 mm. Son dos est brun foncé. Certains individus une marque claire en forme de "X" ou une marque sombre en forme de "W" entre les yeux. Son ventre est blanchâtre, parfois marqué de taches sombres. La peau de son dos est granuleuse.

## Taxinomie
Les espèces Platyhyla verrucosa et Platyhyla voeltzkowi ont été placées en synonymie avec Cophyla barbouri par Noble et Parker en 1926 et Cophyla tuberculata par Blommers-Schlösser et Blanc en 1991.

## Publication originale
- Boulenger, 1889 : Descriptions of new Reptiles and Batrachians from Madagascar. Annals and Magazine of Natural History, sér. 6, vol. 4, p. 244-248 (texte intégral).